# Barbara Matz
Barbara Matz (* 16. Jänner 1998 in Eisenstadt) ist eine österreichische Seglerin. Seit 2017 bildet sie im Nacra 17 eine Mannschaft mit Thomas Zajac. Sie ist Mitglied des österreichischen Nationalteams.

## Leben
Die Vorschoterin wuchs in Neusiedl am See auf und begann erst im Alter von zwölf Jahren mit dem Segelsport. Sie ist Mitglied des Yacht Club Breitenbrunn am Neusiedler See. Ihr Talent wurde dann erstmals 2011 im Rahmen eines Schulsegel-Projekts entdeckt. Bis 2013 segelte sie in der Zoom8-Klasse. Dann folgte der Umstieg in den ILCA Radial, in der sie mehrfach, darunter 2014, Jugendmeisterin und 2015 Staatsmeisterin der Allgemeinen Klasse wurde.
Im März 2017 wurde Barbara Matz die neue Segelpartnerin von Thomas Zajac in der Nacra-17-Klasse und Nachfolgerin von Tanja Frank. Den österreichischen Startplatz für Tokio holte das neue Duo mit Rang neun bei der Weltmeisterschaft 2018 vor Aarhus. Davor errangen sie mit Platz drei in Miami ihre gemeinsam beste Weltcup-Platzierung.
2017 und 2019 gewann das Team zweimal die Kieler Woche.
Bei den Olympischen Sommerspielen 2020 in Tokio, die 2021 ausgetragen wurden, wurde sie mit Thomas Zajac Elfte in der Nacra-17-Regatta.